# جاك سترو (زعيم المتمردين)
جاك سترو (بالإنجليزية: Jack Straw)‏‏(ربما هو نفس الشخص المدعو جون راكسترو أو راكسترو) كان واحدًا من القادة الثلاثة (جنبًا إلى جنب مع جون بول ووات تايلر) من ثورة الفلاحين لعام 1381، الحدث الكبير في تاريخ إنجلترا.

## السيرة الذاتية
لا يُعرف سوى القليل من قادة الثورة، وقد أقتُرح أن جاك سترو قد يكون واعظًا، جادل البعض في أنه قد يكون الاسم في الواقع اسم مستعار لوات تايلر أو أحد القادة الفلاحين الآخرين، يبدو أن جميعهم قد ستخدموا أسماء مستعارة لزيادة التمويه.
العديد من المؤرخين -بما في ذلك هنري نايتون- قد ذكروا سترو، على الرغم من أن نايتون يخلط بينه وبين تايلر. ذكر توماس والسنغهام أن سترو كان كاهنًا وأنه كان الثاني في قيادة المتمردين من باري سانت ادمونز وميلدنهال.
هذه القصة غالبًا نتيجة للالتباس مع جون وير -كاهن غير مهذب- الذي كان سابقًا نائب رينجسفيلد بالقرب من بسلس في سوفولك، والذي يبدو أنه قد قاد تمرد سوفولك.
ذكر والسنغهام أيضًا أن سترو وأتباعه قاموا بقتل الشخصيات المحلية البارزة في باري وبعد الوصول إلى العاصمة قتلوا العديد من مواطنيها الفلمنكيين (وهو إتهام أدلى به أيضًا فرويسارت)، ومع ذلك فإنه وفقًا للمعلومات في كنسية القديسة مريم في الضيق العظيم في إسكس إنجلترا أن جاك سترو قاد حشودًا قليلة الحظ من فناء الكنسية إلى التمرد، ويشار إليه في مكان أخر بأنه قائد الرجال من إسكس (بدلًا من تايلر الذي قاد المتمردين من كنت).
من المفترض أن يكون سترو قد أعدم في عام 1381 إلى جانب الشخصيات الرئيسية الأخرى في الثورة، ذكر فرويسات أنه بعد وفاة تايلر في سميثفيلد، تم العثور على سترو مع جون بول في منزل قديم مخبأ يُعتقد أنه مسروق وقد تم قطع رأسيهما.
يعطي والسنغهام اعتراف طويل (وعلى الأغلب ملفق) ينص على أن سترو والمتمردين كانوا يخططون لقتل الملك وجميع ملاك الأراضي والأساقفة والرهبان والشرائع ورؤساء الكنائس كما كانوا يخططون لوضع قوانينهم الخاصة وإشعال النار في لندن.
وقد تم تكرار قصة من قبل سجلات لرافائيل هولينشيد وجون ستو في وقت لاحق بالإضافة إلى تفاصيل الاعتراف أن جاك سترو -الاسم المستعار لجون تايلر- كان مستفزًا في أفعاله بسبب الاعتداء على ابنته من قبل جامع الضرائب.

## جاك سترو في الثقافة الإنجليزية
إذا كان سترو شخصًا حقيقيًا أو الاسم المستعار لتايلر أو ببساطة هو نتيجه للاختلاط من جانب المؤرخين بعيدًا عن الأحداث التي كانوا يصفونها لكنه استمر ليصبح جزءًا من من الرواية الشعبية للثورة، تم تقديم جاك سترو وزعماء المتمردين الآخرين في الفصل الأول من كتاب «فوكس كلامانتس» للكاتب «جون جاور». هزيمة المتمردين مغطاة في الفصل التاسع.
كان «لسترو» دور محوري في مسرحية مجهولة في عام 1593 تدل على أحداث النهوض وهي «حياة وموت جاك سترو»، في العصر الحديث تم الإبلاغ عن الأحداث المشوشة في محاكاة ساخرة قصيرة كـ «سيلر ويتمان للتاريخ الشعبي لعصر الإدوارديين» و"1066" و "All That" موضحًا أن الفلاحين ثاروا في العديد من العهود في ظل العديد من الزعماء الذين لا يُمكن نسيانهم مثل بلاك كات وسترو هات وجون بول وتايلر، مع أهداف لمعرفة أي منهم كان قائد التمرد.
تم إحياء ذكرى «سترو» باسم حانة على حافة «هامبستيد هيث» في لندن التي أغلقت في عام 2002، على الرغم من كونها كانت أعلى حانة في لندن، أُخذ اسمها -قلعة جاك سترو- من القصة التي تناولت أن «سترو» خاطب مجموعة من المتمردين على «هيث» من عربة القش التي أصبحت معروفة باسم «قلعة جاك سترو».
السياسي البريطاني «جاك سترو» (جون ويتاكر سترو، وُلد سنة 1946) اعتمد اسم «جاك» لتكون له الزعامة بعد زعيم المتمردين.